# Rena Sofer
Rena Sherel Sofer (Arcadia, 2 dicembre 1968) è un'attrice statunitense, che lavora prevalentemente in campo televisivo.

## Biografia
Figlia di un rabbino e di una insegnante di psicologia, cresce a Pittsburgh dove effettua tutti gli studi. Debutta come attrice nel mondo delle soap opera, partecipando a Destini e Quando si ama. Nel 1992 ottiene un piccolo ruolo nel film di Sidney Lumet, Una estranea fra noi.
Nel 1993 interpreta Lois Cerullo nella soap opera General Hospital, rimanendo fino al 1997 e ritornandoci nel 2023 fino al 2025, mentre dal 1998 al 1999 interpreta Eve Cleary in Melrose Place. In seguito partecipa a moltissime serie TV, tra cui Ed, Blind Justice, Ghost Whisperer e Heroes, dove interpreta Heidi Petrelli, mentre in 24 ricopre il ruolo di Marilyn Bauer.
Nel cinema ha lavorato nel film Tentazioni d'amore, girato ed interpretato da Edward Norton ed in Traffic di Steven Soderbergh. Nel 2013 entra a far parte del cast della soap opera statunitense Beautiful, nel ruolo di Quinn Fuller rimanendo fino al 2022.

## Filmografia parziale

### Cinema
- Una estranea fra noi (A Stranger Among Us), regia di Sidney Lumet (1992)
- I babysitter (Twin Sitters), regia di John Paragon (1994)
- Nightmare Street, regia di Colin Bucksey (1998)
- Tentazioni d'amore (Keeping the Faith), regia di Edward Norton (2000)
- Traffic, regia di Steven Soderbergh (2000)
- March, regia di James P. Mercurio (2001)
- Rock Slyde, regia di Chris Dowling (2009)
- Sarah, regia di Ted Hunter e Louis La Volpe (2010)

### Televisione
- Destini (Another World) – soap opera (1987)
- Quando si ama (Loving) – soap opera (1988-1991)
- Bayside School - Avventura hawaiana (Saved by the Bell: Hawaiian Style), regia di Don Barnhart – film TV (1992)
- General Hospital – soap opera (1993-1997, 2023-2025)
- Le ragioni di una donna (Hostile Advances: The Kerry Ellison Story), regia di Allan Kroeker – film TV (1996)
- L'ultimo anello dell'inganno (The Stepsister), regia di Charles Correll – film TV (1997)
- Timecop – serie TV, episodio 1x08 (1998)
- Melrose Place – serie TV, 25 episodi (1998)
- Seinfeld – serie TV, episodio 8x21 (1997)
- The Chronicle – serie TV, 22 episodi (2002)
- Friends – serie TV, episodio 8x21 (2002)
- Carrie, regia di David Carson – film TV (2002)
- CSI Miami – serie TV, episodio 1x20 (2003)
- Heroes – serie TV, 5 episodi (2006)
- The Secret of Hidden Lake, regia di Penelope Buitenhuis – film TV (2006)
- Dirty Sexy Money – serie TV, episodio 2x10 (2007)
- 24 – serie TV, 12 episodi (2007)
- Ghost Whisperer - Presenze (Ghost Whisperer) – serie TV, episodio 4x10 (2008)
- Detective Monk (Monk) – serie TV, episodio 8x02 (2008)
- Due uomini e mezzo (Two and a Half Men) – serie TV, episodi 6x01-7x21 (2008-2010)
- Criminal Minds – serie TV episodio 5x10 (2009)
- Al cuor non si comanda (Always and Forever), regia di Kevin Connor – film TV (2009)
- Bones – serie TV episodio 5x18 (2010)
- La lacrima del diavolo (The Devil's Teardrop), regia di Norma Bailey – film TV (2010)
- NCIS – serie TV, 6 episodi (2010)
- Medium – serie TV, episodio 7x07 (2010)
- Royal Pains – serie TV, episodio 2x21 (2010)
- Another Man's Wife, regia di Anthony Lefresne – film TV (2011)
- Dr. House - Medical Division (House, M.D.) – serie TV, episodio 8x13 (2012)
- The Glades – serie TV, episodio 3x06 (2012)
- Beauty and the Beast – serie TV, episodio 1x09 (2012)
- C'era una volta (Once Upon a Time) – serie TV, episodio 2x15 (2013)
- Beautiful (The Bold and The Beautiful) – soap opera (2013-2022)
- Chicago P.D. – serie TV, episodio 1x03 (2014)

## Doppiatrici italiane
Nelle versioni in italiano dei suoi film, Rena Sofer è stata doppiata da:
- Francesca Fiorentini in Heroes, 24, Medium, Dr. House - Medical Division
- Alessandra Korompay in Melrose Place, Dirty Sexy Money, Al cuor non si comanda
- Monica Ward in Quando si ama, Criminal Minds
- Cristiana Lionello in Tentazioni d'amore, Beautiful
- Sabrina Duranti in Bones, The Glades
- Irene Di Valmo in CSI: Miami, Detective Monk
- Monica Gravina in Chicago P.D., Carrie
- Chiara Colizzi in The Chronicle
- Tiziana Avarista in Friends
- Eleonora De Angelis in Ghost Whisperer - Presenze
- Cinzia Villari in Due uomini e mezzo
- Laura Romano in NCIS - Unità anticrimine
- Roberta Pellini in Royal Pains
- Roberta Paladini in Beauty and the Beast
- Georgia Lepore in C'era una volta
- Marisa Della Pasqua in Ultimo anello dell'inganno